# アストンマーティン・DP212/DP214/DP215
アストンマーティンDP212/DP214/DP215は、アストンマーティン・ラゴンダが1962年および1963年に製造したレース用ワークスカーであり、DP212/DP214/DP215は、プロジェクト・ナンバーでもある。
ベースはDB4GT、DB4GTザガートであるが、シャシ・ボディともにほとんど別物に進化している。DP212は1962年のル・マン24時間レースに、DP214およびDP215は1963年のル・マン24時間レースにそれぞれ出場したが、すべてリタイアを喫した。後に、DP215はアストンマーティン・V8用のエンジンを開発するにあたり、テストベッドとして使用された。

## 機構・スタイル
‘DP212/214/215’の‘DP’は、‘ディヴェロプメント・プロジェクト’の略字であり、当時のアストンマーティンのオーナーであるデビット・ブラウンの頭文字から取られた‘DB’の名称とは関係がない。ボディ・デザインはアストンマーティン・DBR1と同じくテッド・カッティングによるものである。

### DP212

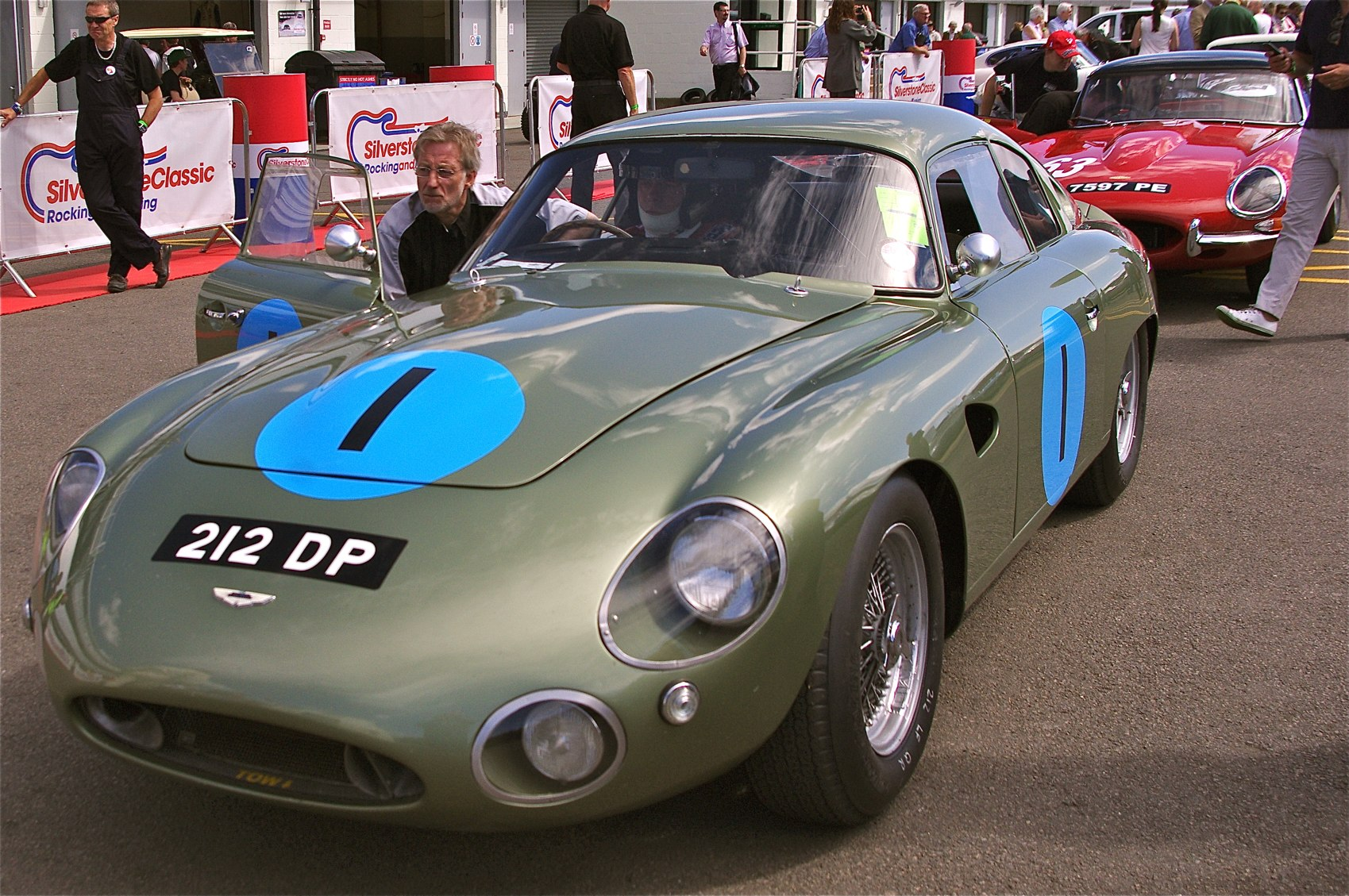
2011年シルバーストーンクラシックでのDP212

DP212は1962年のル・マン24時間レースに11号車として出場したアストンマーティンの車両である。アストンマーティン・DB4GTの直列6気筒3,749ccエンジンのシリンダー内径をφ96mmに拡大して3,996ccとし、9.5:1の圧縮比から345hpを出力したエンジンを搭載した。5速トランスミッションとド・ディオン式のリアサスペンションを備え、DB4GTザガートのボディを空力的に洗練して架装し、車重は1,050kgであった。シャシ番号はDB212/1。好成績を期待され、ドライバーにグラハム・ヒルとリッチー・ギンサーを起用し、レース開始直後は多くのプロトタイプフェラーリを従えて当分の間総合1位を保ち、ジェネレーター修理で5位まで後退し、それを取り戻そうとグラハム・ヒルが飛ばして3位まで順位を上げたがこの無理がたたってエンジンバルブを損傷し7時間後にリタイアした。車体が重いことに加えテールのリフトが酷い等、エアロダイナミクスにも問題があったとのことである。

### DP214

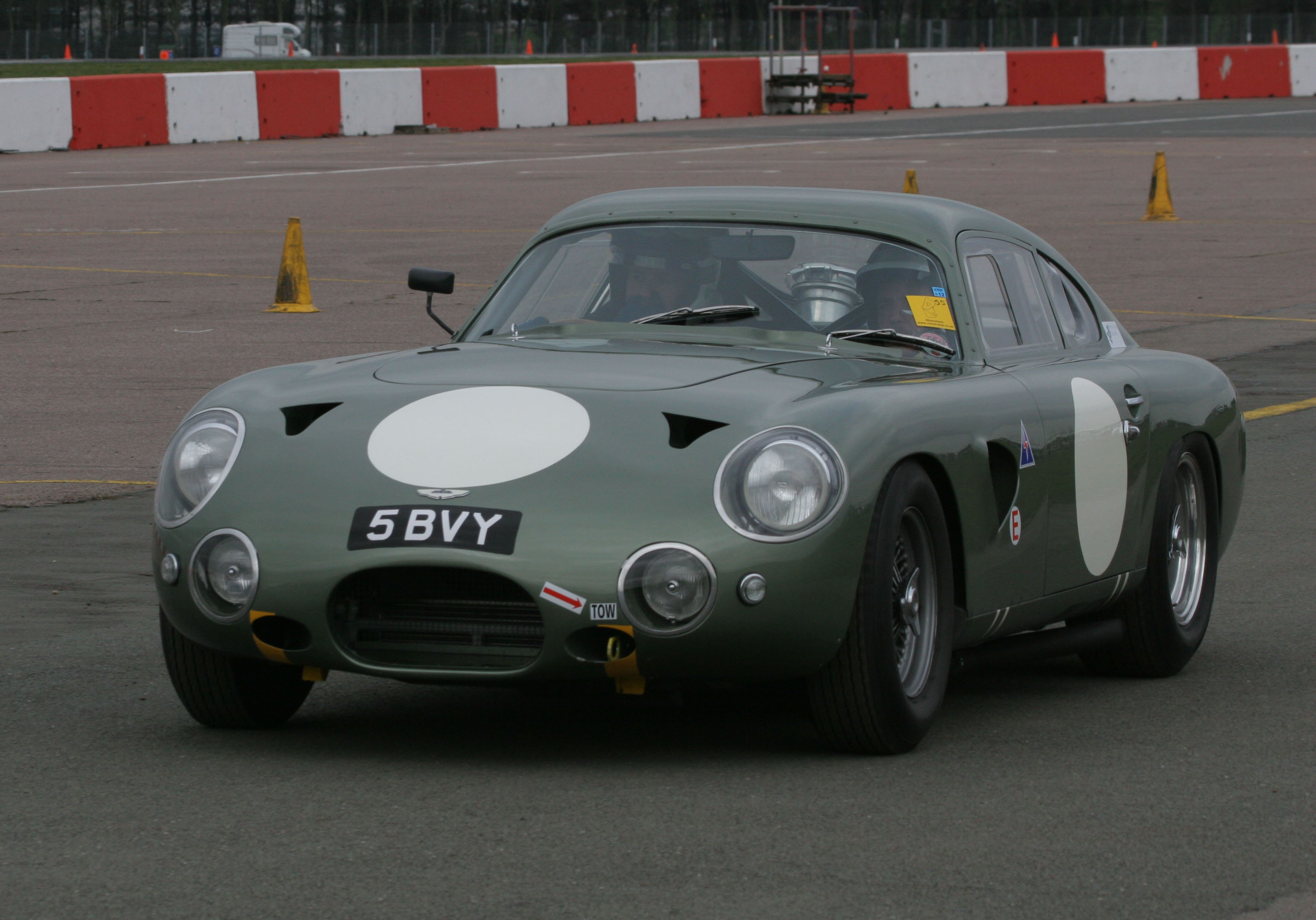
DP214 (レプリカモデル)

前年の反省をもとに、1963年のル・マン24時間レースには全く新しい3台のマシンが準備された。DP212の空力リフトの悪癖を抑えるため、空力的に見直したカムテールとスポイラーを備え、全体的に長く低くなり、フレームも軽量化された。エンジンはDB4GT用エンジン内径を1mm拡大しφ93mmとした3,749ccで314hp。エンジンを通常より25cm後方に搭載し、リアサスペンションも半独立懸架のド・ディオン・アクスルから、ウィシュボーン＋コイルの独立懸架に進化した。車重は7号車が1,104kg、8号車が1,000kg。シャシ番号は7号車が0194、8号車が0195。ドライバーは7号車がブルース・マクラーレン/イネス・アイルランド（Innes Ireland ）組、8号車がウィリアム・キンバリー（William Kimberley ）/ジョー・シュレッサー組。
1963年のル・マン24時間レースにGTカテゴリーから2台が出場した。しかし6時間経過後にの7号車のエンジンがユノディエールの出口付近で文字通り爆発、炎上してリタイアを喫し、この事故はジャガーに乗るロイ・サルヴァドーリやオトモビル・ルネ・ボネに乗るジャン＝ピエール・マンゾンの事故の原因となり、さらにはルノー・アルピーヌに乗るクリスチアン・ハインス（Christian Heins ）の死亡事故の原因となった。8号車は11時間経過後に総合3位を走行中エンジントラブルでリタイアとなった。

### DP215

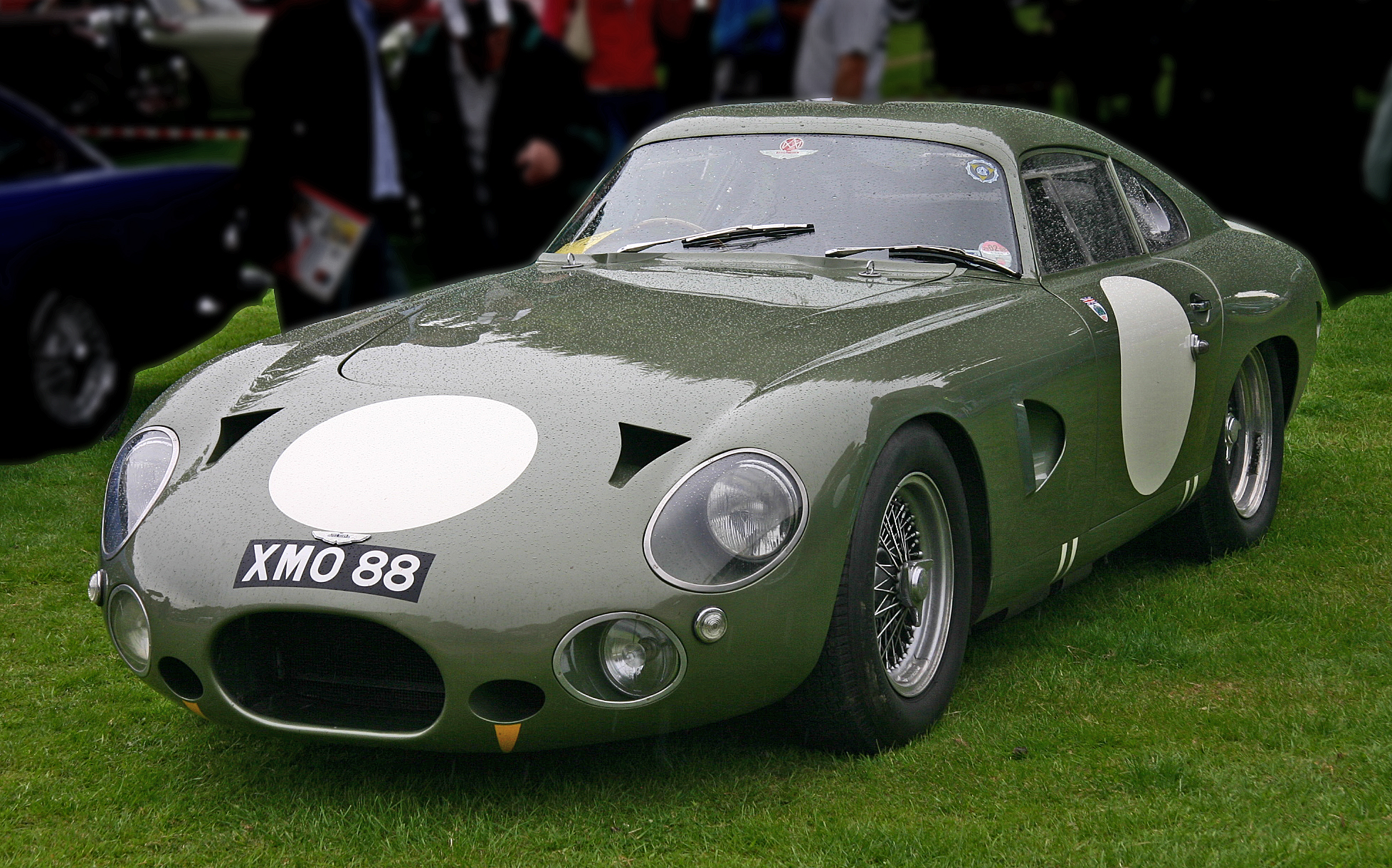
DP215 事故後レストアされたもの。

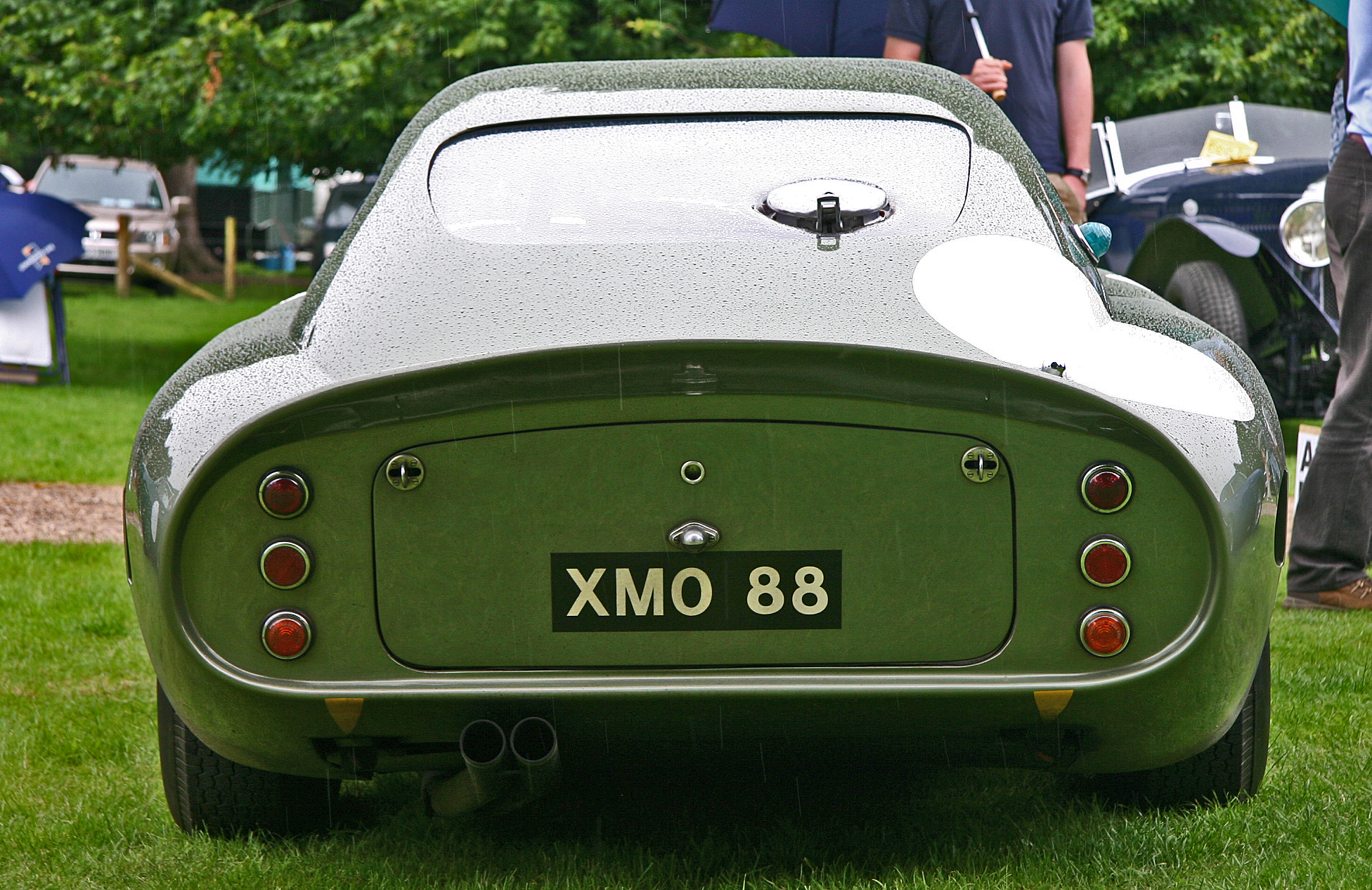
DP215のテールデザイン

DP215は、DP212と同様の3,995ccのドライサンプ345hpエンジンを搭載し、5速トランスミッションをファイナル・ドライブと一体化したトランスアクスルを採用した。サスペンションはDP214と同様に前後ともダブルウィッシュボーン＋コイルの独立懸架である。外装もDP214と同様であった。シャシ番号はDP215、車両重量は1,125kg。1963年のル・マン24時間レースに18号車としてフィル・ヒル/ルシアン・ビアンキのドライブで出場し、期待通りに速い車でユーノディエールのストレートで記録した198.6mph（319.6km/h）の最高速度は、ル・マン24時間レース史上初めて300km/hの壁を破り、かつ現在に至るまでフロントエンジンカーとしてはル・マン24時間レースにおける最高速度記録である。しかし4時間経過後37位で走行中にトランスミッショントラブルでリタイアとなった。わずか1台だけしか作られず、アストンマーティンのワークス活動中止により後継車も生まれなかったDP215は、ル・マン24時間レース以外に一戦のみ出場したレイムスでのレースでもル・マン24時間レース同様にトランスミッショントラブルによりリタイアで終わっている。
レースキャリアを終えた後のDP215は、アストンマーティンの新規開発V型8気筒エンジンのテストベッドとして活用される予定だったが、高速での事故により廃車となった。その後レストアされ現在に至るが、エンジンは当時のオリジナルエンジンではなく、同じ1963年のインディ500用に作られたドライサンプ4.2リットルエンジンを搭載しているとのことである。オリジナルのDP215エンジンは、唯一現存しているDP214に搭載されている。